# Buis (schip)

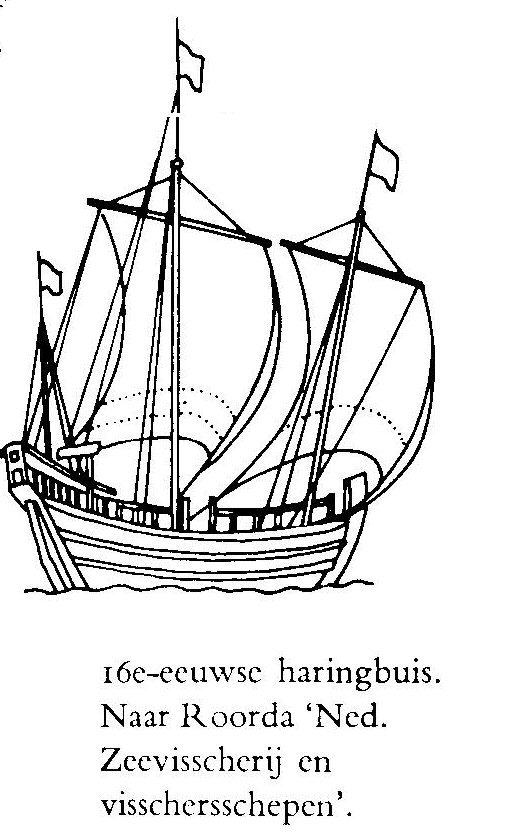
(Haring)buis

Buis was een benaming van een bepaald type zeevarend kielschip waarvan de geschiedenis terugvoert tot in de middeleeuwen. Het vaartuig werd volgens bronnen (zie verderop) in de middeleeuwen aangeduid als buza. Men veronderstelt dat daaruit de benaming buis is ontstaan. Het ging zowel om koopvaarders als om vissersschepen. De vissersschepen waren voor Holland en Zeeland veruit de meest voorkomende en qua documentatie de meest belichte objecten.

## Koopvaarders, buizen en niet-buizen
De buis van de Middellandse Zee, ook wel buzza, bucia en bucius genoemd, was een vrachtschip dat voor en achter gelijkvormig was, net als de Scandinavische modellen. Het schip was voor Middellandse Zee-begrippen zwaargebouwd en het had drie Latijn getuigde masten en twee stuurriemen. Het verdween aan het einde van de 13e eeuw door de invoering van de Kogge met stevenroer. Later, in de 15e eeuw, werd volop gebruikgemaakt van de buis in de koopvaardij, ook in de streken van het Hanze-verbond. Eerst waren ze nog klein met een inhoud van 8 last. Ze waren overnaads beplankt net als de tot dan toe gebruikte kogge, maar met een platte spiegel — het front van het achterschip — zoals bij de Ewer. De buizen werden allengs groter en daarbij gladboordig beplankt. Het VOC-schip met de naam  'Gouden Buys' was een nog als buis uitgevoerd koopvaardijschip. De fluit die in Hoorn in 1595 voor het eerst werd gebouwd, was, naar het zich laat aanzien, een doorontwikkeling van de buis.
Alle hier geciteerde bronnen zijn van de hand van rapporteurs die met name de zeevisserij, en deze teruggaand tot in de Middeleeuwen, hebben beschreven. Dat impliceert dat alles wat zij hebben aangedragen omtrent zeevaartuigen in het algemeen en buizen in het bijzonder, betrekking heeft op schepen die de zeevisserij beoefenden. Dit geldt zowel voor aantallen als voor afgelegde of af te leggen afstanden, voor maten, volumes, locaties en bemanningen. Men kan ver teruggaan in de tijd getuige de rapportage van de Belgische historicus R. Degryse van wiens hand eertijds "Vlaanderens haringbedrijf in de Middeleeuwen" verscheen. Wellicht is de hier en daar aangetroffen benaming buza in oude tijden óók aan verschillende andere historische scheepstypen toegekend geworden. Bij Adraen Coenen treffen we later daarvan een voorbeeld. Vaderlandse bronnen zijn vanaf de 15e eeuw te Holland en Zeeland begonnen, in bezit zijnde aantallen buizen te vermelden.

## Getallen en aantallen
Uitgaande van een opgave uit 1728, afkomstig van de Vlaardingse scheepswerf "'s Lands Welvaren" en gedocumenteerd in een indrukwekkend naslagwerk, waren met betrekking tot een gebouwde buis de volgende — omgerekende — maten voorhanden: lengte 13,73 meter, breedte 3,48 meter en diepte 2,05 meter. Deze maten zijn voor de buizen in grote lijnen gelijk gebleven. De rapporteur Kranenburg meldt in zijn proefschift (1946) dat de na 1570 gebouwde buizen gemiddeld 20 meter lang waren. Dit berust op een misvatting want de haringbuizen schommelden qua lengte rond de 20 ellen. Enkele malen werden vervolgens nog Hoekerbuizen gebouwd maar de Hoeker, sec, won uiteindelijk terrein en de buis verdween buiten beeld. En de hoeker ging uiteindelijk dezelfde weg als de buis en de hoekerbuis, die haar voorgegaan waren. De Sloep en de Logger ten slotte bleven tot eind 1960 dé haringschepen van die tijd.
Voor wat betreft de volumes lijken cijfers van lasten zoals door Adriaen Coenen genoemd aanvaardbaar. Hij spreekt van Soe met grote sceepen van 30 en 38 lasten harincx te moghen brengen gesouten in tonnen. Men rekent 'zeesticken' 14 tonnen voort last of 12 gepackte tonnen voor een last. Een volume van 70 last, door de toch serieus te nemen rapporteur van zo-even in zijn proefschrift vastgelegd, valt, na andere aangetroffen bronnen te hebben geraadpleegd, te sterk uit de toon om geloofwaardig te zijn, tenzij het bij hem om andersoortige (welke?) lasten is gegaan. Mocht men van 12 gepakte tonnen uitgaan en die maal 70 te vermenigvuldigen dan resulteert dit in een hoeveelheid van 840 gepakte tonnen, ongelofelijk. De buis werd een belangrijk onderdeel van de visserijgeschiedenis, met name die schepen waarmee de vleetvisserij op haring werd uitgeoefend.

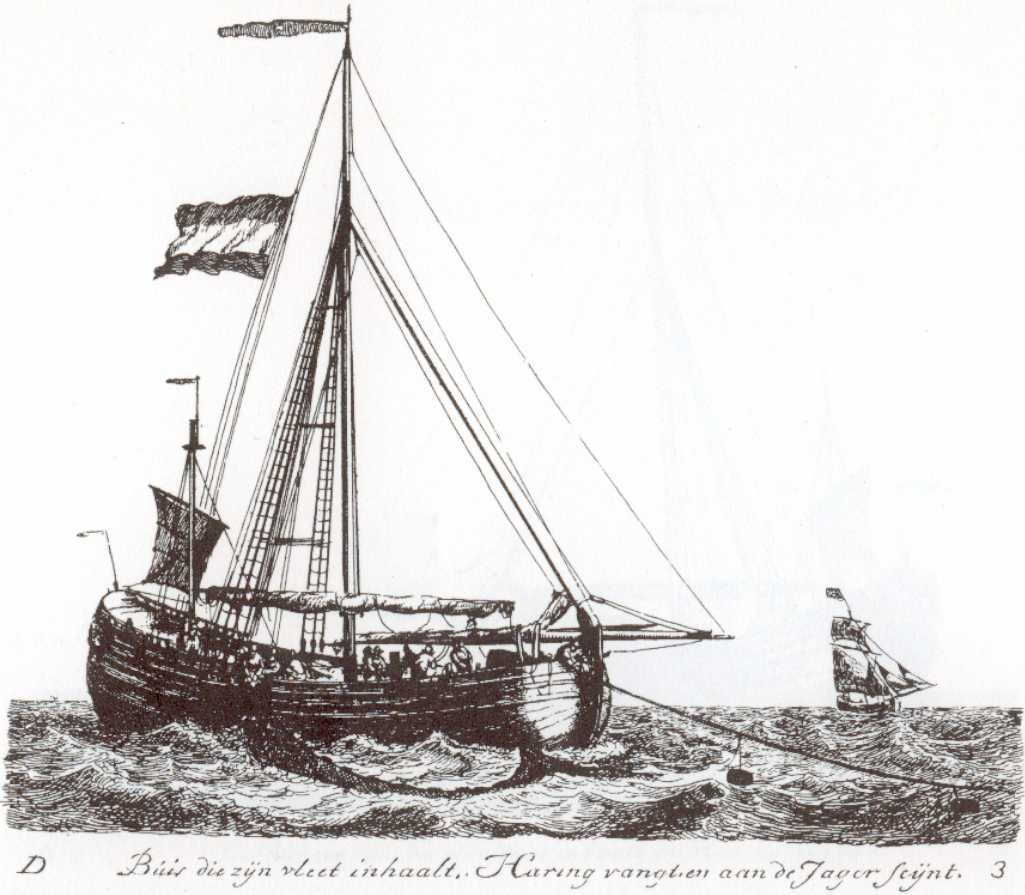
Buis die zijn vleet inhaalt (G. Groenewegen)

## Gouden jaren voor de scheepsbouwers
De buis werd in Holland in grote hoeveelheden gebouwd. De eerste Hollandse en Zeeuwse haringbuizen werden in 1415 gebouwd te Hoorn en te Goedereede en omstreeks 1427 te Domburg. Volgens een schatting uit het jaar 1601 bezaten de staten Holland en Zeeland het aantal van 1000 tot 1500 buizen. Tien jaar later werd het aantal van 1500 opnieuw genoemd. In 1620 ging het om zo'n 2000 buizen. Van een daaropvolgend getal van 3000 buizen, komend uit de koker van een van zijn 16e-eeuwse rapporteurs, geeft de auteur Beaujon vertwijfeld aan dat hij het laatst vermelde aantal "gaarne voor een beter" geeft.
De auteur Van Vliet lijkt zich in zijn naslagwerk aan te sluiten bij Beaujons bedekte kritiek op de duizendtallen haringbuizen waarmee in de 16e en 17e eeuw kwistig werd gestrooid.
De afgelegde afstanden om de haringgronden te bereiken waren destijds, naar hedendaagse begrippen, ongekend. De reis ging aan het begin van de teelt — de jaarlijkse periode waarin door het schip op haring werd gevist — tot aan de Shetlandeilanden, toch zeker wel een afstand van zo'n 500 mijl verwijderd van hier, een grote afstand voor een zwaar en log vaartuig als een buis die bovendien alleen op haar zeilen met daarbij een gunstige wind mocht hopen. Om economische, en dus om praktische, redenen werd een van de schepen van de eigen rederij verkozen tot 'jager', ook wel Ventjager genoemd. Deze nam met name aan het begin van de teelt van verschillende eigen schepen hun gevangen haring over om daarmee zo snel als mogelijk huiswaarts te zeilen en om tevens de andere schepen (lees: de reder) een tussentijdse thuisreis besparen. Voor wat betreft de bemanning kan worden gedacht aan een scheepsvolk dat van een tien, tot voorzichtig geschat een twintigtal, koppen kon variëren. Het volume van de buizen varieerde van enkele lasten tot in en rond de dertig lasten in de loop van de jaren.

## Toegekende benamingen

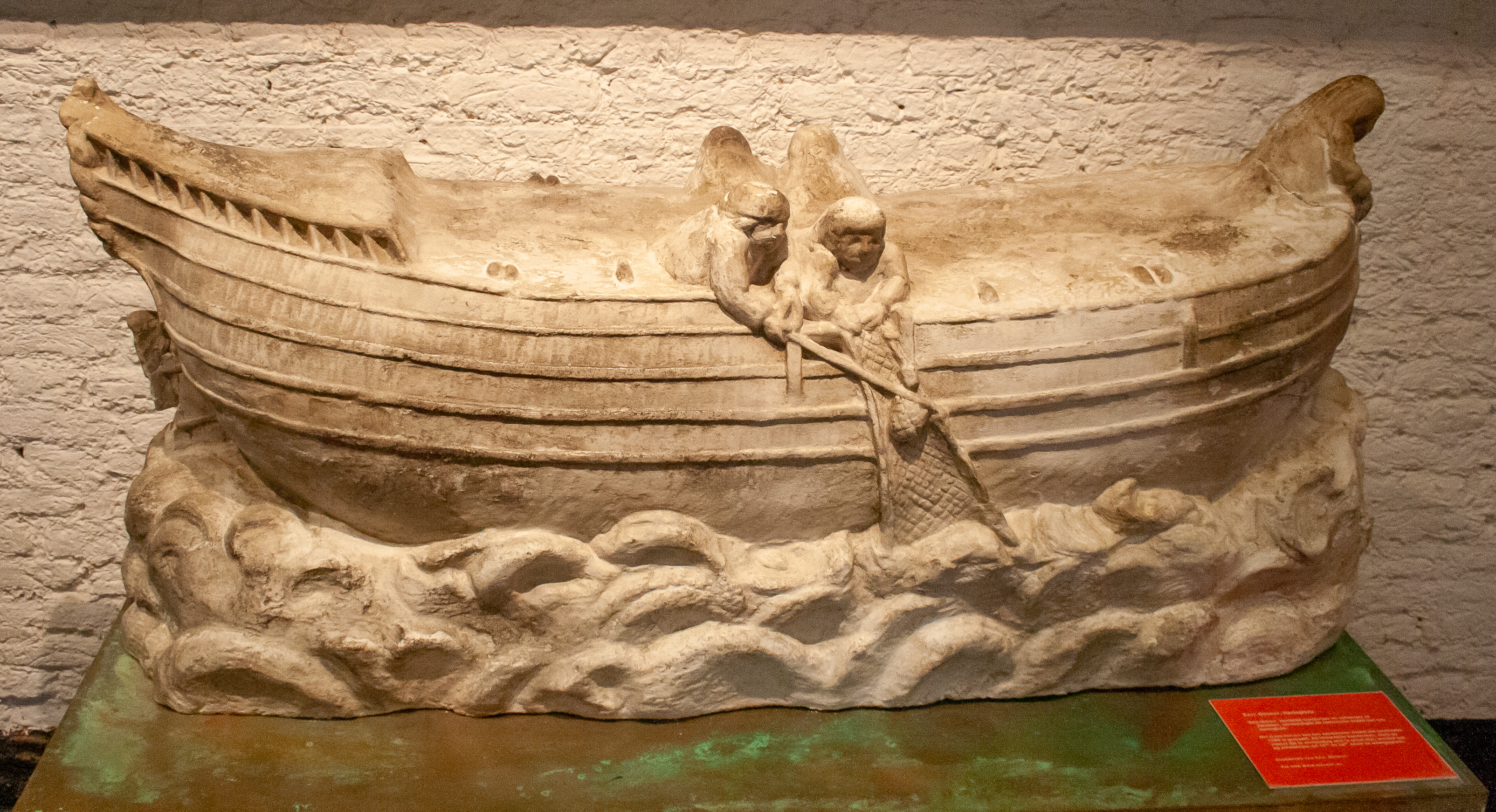
Haringbuis

De oorspronkelijke naam zou buza zijn geweest. Deze benaming komt althans voor in de Nieuwpoortse toltarieven van 1163. De graaf van Vlaanderen liet een tol van acht denieren heffen op de buza die verse haring aanbrachten. Deze benaming — en die op dezelfde wijze als bovenvermeld vastgelegd — komt ook voor in het Oudnoors. Het is de vraag of het bij buza gaat om een meervoudig begrip. Het Middelnederlands toont het lemma buse als een enkelvoudig begrip, getuige de toelichting: "Een klein schip voor de haringvangst bestemd". Binnen de etymologie treft men het lemma buis aan met daarbij de verwijzing naar haringschuit.
Daarbij wordt verder gerelateerd aan Middelnederlandse begrippen als bûse en buusse. Tot in de 15e eeuw werden in Zeeland en in Vlaanderen kleine open scheepjes gebruikt — slabbert en/of slapbuis genoemd — die grotendeels bedoeld waren voor de haringvangst in de kustwateren of ter assistentie van de grote buizen bij het opsporen van scholen haring. Men treft ook het lemma Slabboot aan met als toevoeging Slabbuus en Slabschip. Deze konden zowel geroeid als bezeild worden. Een belangrijke bron met betrekking tot de buis en tot haar visserij is het ongeëvenaarde naslagwerk van de 16e-eeuwse Scheveningse viskoper en afslager Adriaen Coenen (1514-1587).

## De buis en haar visserij na de middeleeuwen
Omtrent de bouw van een buis het volgende: deze betrof een rondspant kielschip, bedoeld voor de vleetvisserij op haring met staande netten. Kenmerkend waren het hoge achterschip, de ingetrokken boorden, de volle ronde boegen, een opgebouwd achterschip of statie en een lengte van rond de 14 meter. Als het begrip buza model heeft gestaan voor de aanduiding van een of meer buizen — waaraan vooralsnog niet behoeft te worden getwijfeld — dan gaat haar geschiedenis terug tot in de 12e eeuw. Na eerdere geringe afmetingen verschenen op den duur grotere buizen. Dit had onder meer te maken met de invoering van het kaken van de haring op zee rond 1350. Dit vereiste namelijk een groter, stabieler schip met zoveel mogelijk werkruimte aan dek vanwege het kaken, het pekelen en het in tonnen pakken van de haring waaraan de gehele bemanning deelnam.
De omvang van een grotere bemanning bracht vanzelfsprekend een noodzaak met zich mee, een grotere onderdekse verblijfsruimte te creëren, maar niet alleen dit. Er bestond namelijk evenzeer een directe relatie tussen de zwaarte van de buis en de in zee hangende massa van haar vistuig, de vleet. De netten waren rechthoekig van vorm en ze waren met elkaar verbonden. Wanneer — bijvoorbeeld uitgaande van 45 netten met bij elk net een lengte van 30 meter en een diepte van 14 meter — een vleet was uitgezet of in visserstermen was 'geschoten' dan stond in zee een muur, wand of gordijn met een totale lengte van 1 350 meter. Het schip lag nu, na het 'schieten', in het verlengde van zijn vleet. Die 1 350 meter in zee staande netten hadden uiteraard een zekere trekkracht. De grootte en zwaarte van een buis had dus heel direct te maken met haar netten. Wanneer de zwaarte van het vissersschip niet overeenkwam met de zwaarte van de in zee hangende — en door stromingen sjorrende en trekkende — netten, dan zouden deze in elkaar draaien.

## Beïnvloeding door aantallen netten

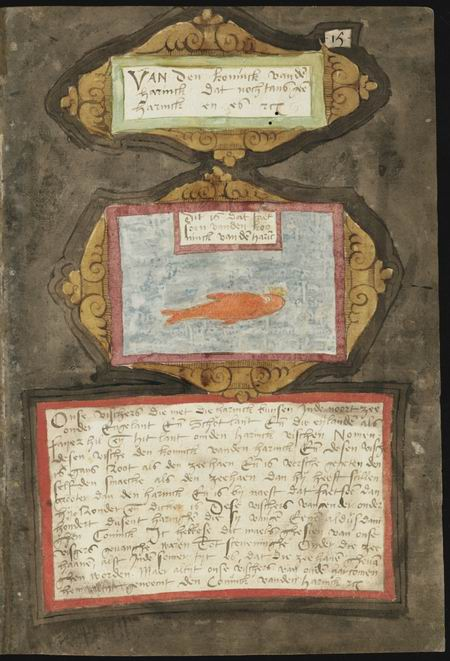
Coenens handschrift en zijn lyriek op de koning van de haring in het Visboeck

Haring kon bij een niet in lijn liggende vleet moeilijk tot niet worden gevangen. Ergo, schip en vleet moesten elkaar in balans houden. Het schip lag echter niet verankerd ergens aan of in de zeebodem. De vleet was als het ware het anker voor het schip en het schip was op zijn beurt het anker voor de vleet. Een teveel aan netten was in feite geen probleem. Men kon bij een geconstateerde onbalans minder dan de aanwezige 45 netten in zee uitzetten. Het probleem ging ontstaan bij een tekort aan netten. Het schip ging nu aan de netten trekken.
Ondanks de matige vaareigenschappen voeren vissers in de 16e eeuw al helemaal langs de oostkust van Engeland naar het visrijke gebied nabij de Shetlandeilanden waarna men geleidelijk zuidwaarts afzakte. Hierbij bleek een bescherming van eigen — aanwezige bewapende — buizen of andere scheepstypen ter plekke beslist noodzakelijk. Het minste wat niet-Engelse vissers kon overkomen was een beslaglegging op hun schip en op hun vangsten. Het ergste wat men moest vrezen was de doodstraf door middel van een onthoofding. Dit leidt tot een anekdote uit Coenens Visboeck.

## "Ghehangen om een galg"
Evenals bij het voorgaande citaat blijkt ook hier de geringe plooibaarheid van de Engelsen. Een Hollandse vishandelaar uit Egmond, die met Engeland zaken deed leverde op een zeker moment een inferieure vis, het ging om een zogenaamde teunhaai. Hij prees de vis aan als zijnde een steur, dit alles vermoedelijk in moten en daarom niet traceerbaar. Men ontdekte na zijn vertrek de oplichting. De keer erna toen hij weer met handel in Engeland arriveerde werd hij gearresteerd, verhoord en worde hij ghehangen om een galg. Coenen was een vishandelaar, maar geen haringhandelaar.
Dit waren heel concreet twee zeer verschillende grootheden want, haring was haring en vis was al het andere. Maar ondanks dat werd Coenen lyrisch wanneer het over haring ging. Hij was dan ook geheel op de hoogte wanneer het de haringvisserij aanging, inclusief de vissersschepen die op haring visten en de gronden waar men de haring kon aantreffen. Daaronder mochten dus worden verstaan de buysen die vanuit Holland en Zeeland uitvoeren naar de Engelse en Schotse kust. Hij schreef zelfs een gedicht over een mystieke vis die aan de haringvissers geluk bracht. Maar er was meer want Coenen noemde in het verlengde van die buysen ook de aanwezigheid of het bestaan van kerveel-buysen, een niet elders aangetroffen combinatie.

## Clinckerbooten of slabbesceepen
Wanneer men echter de benaming kerveel omruilt voor Karveel of Carveel dan leest men daar als toevoeging: Klein en snelzeilend schip voor de haringvangst. Blijft dan echter de vraag in hoeverre 'snelzeilend' kan worden gecombineerd met de toch wel tragere buis. Hieruit wordt wellicht meer duidelijk dat de omschrijving buis aan meerdere typen schepen zou kunnen zijn toegekend. Aangaande de eerder hierboven genoemde Slabboot kan opnieuw worden teruggevallen op de rapporteur Adriaen Coenen. Hij geeft aan dat in zijn tijd, midden 16e eeuw, de buizen in de herfst bij de Zijde visten op haring. Zij werden dáár — onder de Hollandse kust — vergezeld door zogeheten pinken, voorgangers van de bomschuiten.
Ook trof men er door Coenen aldus benoemde clinckerbooten aan die ook wel werden aangeduid als slabbesceepen. De door deze schepen (scheepjes?) aangevoerde haring werd volgens Coenen omschreven als slabharinc. Deze, de slabharinc dus, werd volgens Coenen, in tegenstelling tot haring die door buizen gekaakt en gepekeld werd aangevoerd, vers op het strand van de Zijdse dorpen aangebracht. En daar werd ze — nog steeds volgens Coenen — verwerkt tot bockem of anders gezegd tot droge harinck. Het is opmerkelijk dat het begrip bokking (plat: bokkem) nú een gerookte haring betreft en niet een gedroogde.

## Buisjesdag en het einde van de buis
Ongeveer driemaal per seizoen voeren de bezeilde haringbuizen uit, te beginnen op 15 juni. Deze dag stond bij de Maassteden bekend als de Buisjesdag. Hierover bestond zelfs een lang gedicht, geschreven door de Vlaardinger dr. Niermeyer. Er werd een gebedsdienst gehouden en vervolgens zwaaide de gehele bevolking van Vlaardingen en Maassluis de schepen uit, in vroeger jaren de buizen en later de sloepen. Meer recent werd de dag, voorafgaand aan het vertrek van de vissersvloot, gevierd als de Vlaggetjesdag. De versierde schepen waren voor het wandelpubliek te bezichtigen. In 1857 liet het College voor de Grote Visserij de datum van 24 juni los als de eerste dag waarop de vleet boven de haringgronden in zee mocht worden gezet.
Buisjesdag werd toen van jaar tot jaar vastgesteld. In de loop van de 19e eeuw zijn de haringbuizen verdwenen. De laatste werd gebouwd in 1841 op de werf 's Lands Welvaren te Vlaardingen. De buis werd — althans voor wat betreft de haringvisserij — opgevolgd door de sloep en de logger. De zogeheten hoekerbuis en later de hoeker, die als eerste de buis opvolgden, bleken voor de haringvisserij met de vleet te zwaar. De logger bleek uiteindelijk het meest specifieke vaartuig om de vleetvisserij te beoefenen, maar ook voor dit type vaartuig volgde een einde tussen de zestiger en zeventiger jaren van de 20e eeuw.